# Richard Quest
Richard Austin Quest (ur. 9 marca 1962 w Liverpoolu) – angielski dziennikarz i reporter, pracujący w Londynie dla amerykańskiej telewizji CNN, w której prowadzi program CNN International.